# 연운대 : 태후천하
《연운대 : 태후천하》(燕云台)는 2020년 방송되었던 중국의 드라마이다.

## 줄거리
- 재상 소사온과 연국 장공주의 삼녀로 태어난 소연연은 부친은 물론 큰언니 소호련과 둘째 언니 오골리의 사랑을 듬뿍 받고 자랐다. 어려서부터 거침없는 성격의 소연연은 고집이 세고 무엇이든 쉽게 포기하는 법이 없다. 소연연은 한덕양과 사랑하는 사이로 평생 함께할 것을 약속하지만, 연연을 포함한 소사온의 세 딸은 뜻하지 않게 태조계 세 파벌로 시집을 가고, 경종 야율현의 아내가 된 소연연 앞에 새로운 삶이 펼쳐지는데…

## 등장 인물
- 탕옌 - 예지황후 역
- 더우샤오 - 한덕양 역
- 여시만 - 호련 역
- 징차오 - 요 경종 역
- 류이쥔 - 소사온 역
- 멍쯔이 - 이사 역
- 왕초연 - 옥소 역
- 로삼 (Amber) - 오골리 역
- 담개 (谭凯) - 엄살갈 역
- 계신 (Jeffery) - 야율희은 역